# Katavi (région)

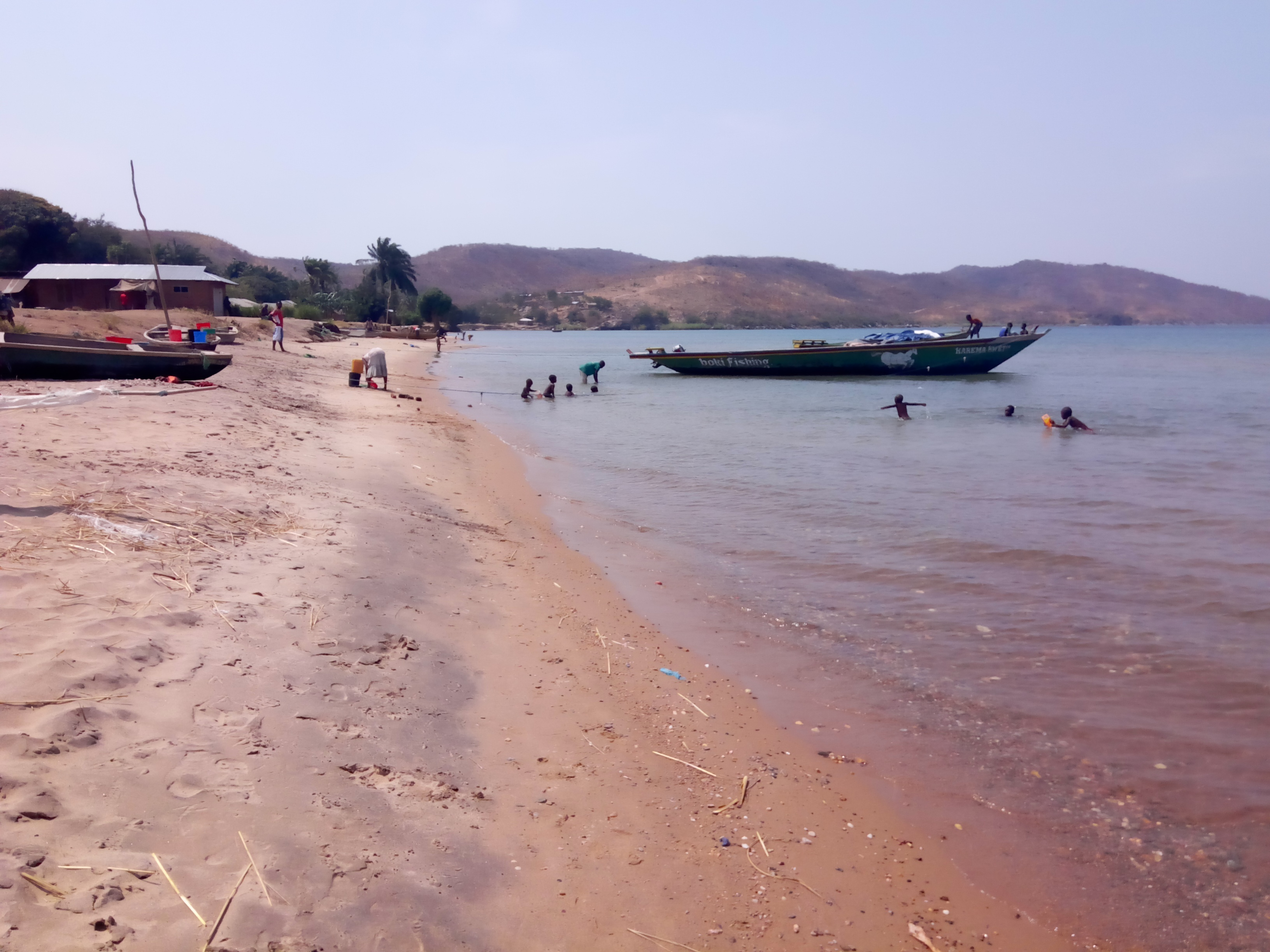
Le lac Tanganyika dans la région de Katavi.

La région de Katavi est une région administrative de la Tanzanie. Elle a été créée en mars 2012.